# Hans Litten
Hans Litten (ur. 19 czerwca 1903 w Halle, zm. 5 lutego 1938 w KL Dachau) – niemiecki prawnik, adwokat robotników i komunistów prześladowanych przez narodowych socjalistów i SA, przeciwnik nazizmu.
Występując w wielu procesach jako oskarżyciel posiłkowy, Litten dążył do udowodnienia, że NSDAP postępuje niezgodnie z prawem i stosuje terror do walki z opozycją polityczną. Zasłynął brawurowym przesłuchaniem Hitlera w procesie w sprawie napadu na lokal taneczny Edenpalast (niem. Edenpalastprozess) w 1932, podczas którego Hitler, skonfrontowany z tekstem propagandowym Goebbelsa nawołującym do siłowej eliminacji przeciwników politycznych, musiał bronić NSDAP, potwierdzając pod przysięgą, że jego partia działa w ramach obowiązującego prawa (niem. Legalitätseid).
Aresztowany po pożarze Reichstagu na mocy zarządzenia wyjątkowego Zum Schutz von Volk und Staat (pol. „O ochronie narodu i państwa”), po spędzeniu pięciu lat w więzieniach i obozach koncentracyjnych popełnił samobójstwo.

## Życiorys

### Wczesne lata
Urodził się w rodzinie mieszczańskiej jako najstarszy z trzech synów. W 1906 rodzina Littenów przeprowadziła się do Królewca (wówczas niem. Königsbergu). Ojciec, Friedrich Litten, konserwatysta i przeciwnik republiki, był prawnikiem i wykładowcą prawa rzymskiego i cywilnego. Pełnił funkcje dziekana fakultetu prawa i rektora uniwersytetu w Królewcu. Był również tajnym radcą prawnym i doradcą rządu Prus. Litten był skonfliktowany z ojcem, któremu zarzucał oportunizm z powodu odrzucenia żydostwa i przyjęcia chrztu z korzyścią dla kariery. Sam Litten również był ochrzczony, jednak w szkole uczył się hebrajskiego i z przedmiotu tego złożył nawet egzamin maturalny. Jego zainteresowanie kulturą żydowską, m.in. mistycyzmem żydowskim, było początkowo reakcją na postawę ojca, z czasem jednak przerodziło się w pragnienie zostania żydem.
Postawa polityczna Littena ukształtowała się przede wszystkim pod wpływem matki, Irmgardy Litten z domu Wüst, pochodzącej z rodziny szwabskiego pastora, otwartej na myśl humanistyczną i sztukę. Matka zaszczepiła w nim silne poczucie sprawiedliwości względem zagrożonych, prześladowanych i pozbawionych praw.
W okresie młodości w Królewcu Litten działał razem ze swoim przyjacielem Maxem Fürstem w niemiecko-żydowskiej organizacji młodzieżowej o profilu socjalistyczno-rewolucyjnym Schwarzer Haufen. Organizacja ta należała do liberalnego niemieckiego-żydowskiego związku Wanderbund-Kameraden, z którego została wykluczona w 1927, by rozwiązać się w 1928.
Litten wcześnie interesował się polityką, na co duży wpływ miały ówczesne wydarzenia społeczno-polityczne, m.in. demonstracje antywojenne 1 maja 1916 w Berlinie, aresztowanie i zabójstwo Karla Liebknechta i Róży Luksemburg, a także rewolucyjne zmiany z 1918 roku.
Z okresu szkolnego pochodzi następująca anegdota: na pytanie czy w klasie powinien zawisnąć portret Paula von Hindenburga, zwycięzcy w bitwie pod Tannenbergiem, Litten odpowiedział sucho, że od zawsze był za tym, by Hindenburg zawisnął.

### Studia prawnicze
Litten został zmuszony przez ojca do podjęcia studiów prawniczych. Swoje zdanie na temat prawa zapisał w pamiętniku: 

Prawo wymyślił osioł, co się w raju nudził.

 W 1927 przeprowadził się do Berlina, gdzie zamieszkał razem z Maxem Fürstem i jego nastoletnią przyjaciółką Margot Meisel. Studia ukończył z bardzo dobrymi wynikami. Odrzucił jednak propozycję zatrudnienia w ministerstwie sprawiedliwości, by w 1928 rozpocząć pracę u boku socjalizującego prawnika Ludwiga Barbascha, powiązanego z Komunistyczną Partią Niemiec (niem. Kommunistische Partei Deutschlands, KPD).

### Współpraca z organizacją Czerwona Pomoc
Już pierwszy proces, w którym występował Litten, wzbudził wielkie zainteresowanie, kształtując jego wizerunek jako prawnika robotników (niem. Arbeiter-Anwalt). Reprezentował robotników skazanych na karę wieloletniego więzienia za stawianie zorganizowanego oporu policji interweniującej w ośrodkach przemysłowych w środkowych Niemczech z rozkazu ministra spraw wewnętrznych Carla Severinga z Socjaldemokratycznej Partii Niemiec (niem. Sozialdemokratische Partei Deutschlands, SPD) w marcu 1921. W kilku przypadkach uzyskał przekwalifikowanie spraw na polityczne, co pozwoliło skorzystać oskarżonym z amnestii z sierpnia 1920.
Poprzez Barbascha Litten miał kontakt z polityczną organizacją pomocową Czerwona Pomoc, której mandantów reprezentował za skromnym wynagrodzeniem. Czerwona Pomoc, założona przez Wilhelma Piecka i Clarę Zetkin, była związana z KPD. W okresie strajków i bezrobocia wspierała rodziny robotnicze, a także organizowała ochronę prawną dla robotników oskarżonych z powodu ich działalności politycznej lub poglądów lewicowych. Do poł. 1929 Czerwona Pomoc zapewniła pomoc prawną 16 tysiącom aresztowanym robotnikom, a w kolejnych 27 tys. przypadków ochronę prawną.

### 1929 – proces uczestników zamieszek pierwszomajowych
Sekcja bazuje na informacjach podanych w VDJ: Norman Paech: Hans Litten, Rechtsanwalt (1903 -1938). [dostęp 2021-12-05]. (niem.).
W 1929 Litten bronił uczestników zamieszek pierwszomajowych w Berlinie (1–3 maja 1929), w trakcie których 30 demonstrantów zostało zabitych, a setki rannych. Robotnicy zostali oskarżeni o ciężkie naruszenie spokoju publicznego połączone z zamieszkami. W celu przygotowania obrony Litten wraz z Alfredem Döblinem, Heinrichem Mannem i Carlem von Ossietzky powołał do życia komisję do spraw zbadania berlińskich wypadków majowych (niem. Ausschuss zur Untersuchung der Berliner Maivorgänge).
Litten, który sam był świadkiem demonstracji oraz brutalnej interwencji policji, po spisaniu nazwisk ofiar i świadków zdarzenia, złożył powiadomienie o popełnieniu przestępstwa przez ówczesnego prezydenta berlińskiej policji Karla Friedricha Zörgiebela, oskarżając go o podżeganie do morderstwa w 33 przypadkach. W swoim powiadomieniu dowodził:

Zörgiebel jest wieloletnim członkiem Socjalistycznej Partii Niemiec; wie zatem, że klasa robotnicza nie dała sobie odebrać prawa do demonstracji majowych poprzez zakaz policyjny nawet za panowania cesarza w Niemczech czy cara w Rosji. Wie też, że wyrosła w duchu socjalistycznym klasa robotnicza nigdy nie da sobie tego prawa odebrać. Kiedy więc pomimo tego obwiniany wydawał rozkaz do stłumienia demonstracji, wiedział, że demonstracje się odbędą. Jako człowiek przeciętnie inteligentny, obwiniany wiedział także, że wycofanie zakazu demonstracji nigdy nie miałoby takich okropnych konsekwencji, jakie miało siłowe wprowadzenie tego rozkazu w życie.

Próba postawienia Zörgiebela w stan oskarżenia nie powiodła się z uwagi na brak poparcia prokuratury. Litten wniósł kolejne oskarżenie celem sprowokowania Zörgiebela do wniesienia sprawy o znieważenie. Zörgiebel nie reagował, wkrótce jednak złożył pozew przeciwko jednemu ze swoich pracowników po tym, jak ten go spoliczkował. Litten zajął się obroną oskarżonego, argumentując, że jego klient działał z uzasadnionej wściekłości w reakcji na 33 morderstwa popełnione przez Zörgiebela. Wymiar sprawiedliwości nie chciał zapoznać się z zebranym materiałem dowodowym. Wniosek Littena został odrzucony z uzasadnieniem, że zarzuty stawiane Zörgiebelowi mogą być prawdziwe, jednak nie mają wpływu na sprawę za spoliczkowanie.
Celem procesowym Littena w wielu postępowaniach przeciwko ofiarom ataków policji i nazistów nie było wyłącznie naświetlenie pojedynczej sprawy, lecz raczej rozpatrzenie jej w szerszym kontekście zachowania policji oraz odpowiedzialności politycznej. Przy tym nie chodziło mu o kreację męczenników sprawy socjalistycznej – za każdym razem wnosił o uniewinnienie lub karę odpowiadającą wadze przestępstwa. Doprowadziło to do konfliktów z organizacją Czerwona Pomoc i KDP.
Linię obrony opierał nie tylko na środkach procesowych, które były do dyspozycji zgodnie ze Strafprozessordnung – niemieckim kodeksem postępowania karnego, lecz także na prowadzonych osobiście przesłuchaniach świadków, odbywających się często podczas imprez organizowanych przez Czerwoną Pomoc.

### 1932 – proces w sprawie napadu na lokal taneczny Edenpalast
Sławę przyniósł mu przede wszystkim udział w procesie w sprawie napadu na lokal taneczny Edenpalast (niem. Edenpalastprozess) w Berlinie-Charlottenburgu. 22 listopada 1930 komando SA napadło na lokal uczęszczany w głównej mierze przez lewicujących robotników. Akcja była zaplanowana, a późniejsze śledztwo policyjne przebiegało bardzo opieszale.
Litten reprezentował czterech z dwudziestu oskarżonych robotników jako oskarżyciel posiłkowy. Podczas procesu chciał nie tylko uzyskać sprawiedliwą karę dla sprawców, ale przede wszystkim udowodnić, że przywódcy nazistowscy użyli terroru jako zaplanowanej taktyki, by uderzyć w demokratyczne struktury Republiki Weimarskiej.

Na krótko przed tym, Hitler przysiągł przed sądem w Lipsku, że „rewolucja narodowa” będzie postępować zgodnie z prawem. 

Chcę dojść do władzy legalnie, zgodnie z konstytucją, tak jak każda inna partia.

Na wniosek Littena, sąd powołał 8 maja 1931 Hitlera na świadka. Litten pragnął dowieść, że napad na lokal taneczny Edenpalast był zorganizowany przez przywódców NSDAP oraz ukazać, że NSDAP nie funkcjonuje zgodnie z zasadami demokracji i nie działa zgodnie z prawem.

Podczas przesłuchania Litten skonfrontował Hitlera z pismem szefa propagandy NSDAP Goebbelsa, w którym były zawarte wezwania do rozgonienia parlamentu, przejęcia władzy i rozdeptania przeciwników na miazgę (niem. Gegner zu Brei zu stampfen). Hitler krzyczał: 

Skąd wnioskuje pan prokurator, że jest to wezwanie do łamania prawa? To jest niczego niedokumentujące oświadczenie!!

Hitler nigdy nie zapomniał swojej kompromitacji oraz niebezpieczeństwa, jakie reprezentował Litten dla ruchu narodowo-socjalistycznego. Lata później nie wolno było w jego obecności wspominać nawet nazwiska Littena. Pomimo brawurowego oskarżenia Littena, wyroki dla sprawców z SA były łagodne.

### 1932 – proces Felseneck
W jednym z ostatnich wielkich procesów Littena tzw. procesie Felseneck (niem. Felseneck-Prozess), oskarżonych zostało pięciu narodowych socjalistów i dziewiętnastu mieszkańców kolonii Felseneck – osiedla ogródków działkowych w berlińskiej dzielnicy Wilhelmsruh zamieszkanego przez komunistów i socjaldemokratów. 18 stycznia 1932 doszło tam do bójki i strzelaniny pomiędzy mieszkańcami a 150-osobową bojówką SA, w wyniku czego zginął SA-man Ernst Schwartz oraz mieszkający na osiedlu Fritz Klemke.
15 sierpnia 1932 sąd wykluczył Littena zarówno jako obrońcę, jak i oskarżyciela posiłkowego z powodu „niepohamowanego rozprzestrzeniania politycznej propagandy partyjnej w trakcie procesu”. Decyzja to została uchylona przez Sąd Najwyższy (niem. Kammergericht), jednak proces nie mógł się dalej toczyć, ponieważ przewodniczący składu sędziowskiego i sprawozdawca uznali swoją stronniczość w sprawie. Wkrótce potem kolejny skład sędziowski ponownie odsunął Littena od sprawy – w uzasadnieniu podano, że wywierał on nacisk na świadków. Tym razem Sąd Najwyższy podtrzymał decyzję, dodając, że prowadzenie przez obronę własnego śledztwa podczas postępowania głównego jest niedopuszczalne. Rozstrzygnięcie to wzburzyło środowisko prawnicze w Berlinie, które wszczęło protest w tej sprawie.

Litten stał się celem ataków prasy nazistowskiej, która nazywała go m.in. „obrońcą czerwonych morderców” (niem. Rot-Mord-Verteidiger). Czerwona Pomoc zorganizowała mu ochronę. Propozycję tymczasowego wyjazdu zagranicę odrzucił, uzasadniając, że: 

Miliony robotników nie mogą wyjechać, więc ja też muszę tu zostać

.

Analizując przebieg procesu, 11 września 1932 Litten wypowiedział słowa, które szczególnie wyraziście odzwierciedlały jego punkt widzenia – rozpatrywał działania sądownictwa Republiki Weimarskiej w kontekście sprawiedliwości klasowej: 

Zdanie Karola Marksa, że prawo jest nadbudową rzeczywistości społecznej, jest prawdziwe szczególnie w czasach zaostrzonych konfliktów klasowych. W takich czasach fundamenty społeczne zmieniają się tak szybko, że maszyna prawodawcza nie jest w stanie nadążyć. Na przykładzie wielomiesięcznego procesu, w takich czasach można zaobserwować szczególnie dobrze jak styl prowadzenia postępowania sądowego dostosowuje się do zmian politycznych i gospodarczych. Proces Felseneck, rozpoczęty 20 kwietnia 1932, jest ostatnią pozostałością zwyczajnego sądownictwa w sprawach politycznych pośród postępowań toczących się przed sądami nadzwyczajnymi. Ale zmiany nie mogły nie wypłynąć na pracę sądów. To co zostało wprowadzone przez ustawodawcę trybem wyjątkowym w postępowaniu przed sądem nadzwyczajnym, w procesie Felseneck zostało uzyskane w inny sposób. W procesach politycznych naświetlenie tła zdarzenia często nie odpowiada interesom politycznym klasy panującej.

### 1932 – proces Röntgenstraße
Sekcja bazuje na informacjach w Cord Brügmann. Unvergessener Anwalt. „AnwBl”. 2/1998, s. 79, 1998. [dostęp 2009-07-15]. (niem.).
29 sierpnia 1932 grupa robotników została napadnięta przed lokalem SA przy Röntgenstraße 12 w Berlinie. W wyniku bójki zginął jeden SA-man, a dwóch zostało rannych. W trybie przyspieszonym oskarżono dziewięciu robotników, którym zarzucono m.in. zabójstwo z motywów politycznych. Groziła im kara śmierci. Litten, po dogłębnym przebadaniu sprawy, dowiódł, że zeznania nazistów nie były zgodne z prawdą i że sprawcami byli SA-mani. Wszyscy oskarżeni zostali uniewinnieni.

### Aresztowanie i śmierć
Wkrótce po dojściu nazistów do władzy w 1933, w poranek po pożarze Reichstagu 28 lutego 1933 Litten został aresztowany na podstawie zarządzenia wyjątkowego Zum Schutz von Volk und Staat (pol. „O ochronie narodu i państwa”). Zarządzenie, podpisane przez Hindenburga pod wpływem nazistów, znosiło podstawowe prawa obywatelskie zawarte w konstytucji Republiki Weimarskiej z 1919 (niem. Die Verfassung des Deutschen Reiches lub też niem. Weimarer Reichsverfassung), sankcjonując prawnie prześladowanie opozycji politycznej NSDAP przez policję i jej oddziały pomocnicze SA. Zarządzenie to dało podstawę do aresztowania nie tylko licznych funkcyjnych partii lewicowych, lecz również krytycznie nastawionej inteligencji. Obok Littena, 28 lutego aresztowano m.in. komunistycznych posłów do Reichstagu: Fritza Emmerich, Ottomara Geschke, Williego Kaspera, Ernsta Schöllera i Waltera Stoeckera; pisarzy: Carla von Ossietzkiego, Ericha Mühsama, Ludwiga Renna, Egona Erwina Kischa i Maxa Hodama oraz innych intelektualistów, m.in. Ericha Barona, Felixa Rosenheima, prawników: Ludwiga Barbascha i Felixa Hallego.
Litten został przewieziony do więzienia w Spandau. Rodzina i przyjaciele starali się bezskutecznie znaleźć obrońcę, który podjąłby się sprawy – jednak wielu adwokatów nie chciało się angażować, a ci, którzy próbowali bronić Littena, nie byli w stanie nic zdziałać. W ciągu pięciu lat aresztu Litten przebywał w wielu więzieniach i obozach koncentracyjnych. Z początku w obozie Sonneburg (Słońsk) (od kwietnia 1933), gdzie razem z Erichem Mühsamem był poddawany torturom.

W uwolnienie Littena wielokrotnie angażowała się matka, znajomi rodziny z czasów pobytu w Królewcu (m.in. minister Reichswehry Werner von Blomberg i sekretarz stanu w ministerstwie sprawiedliwości Roland Freisler), prawnicy i politycy zagraniczni (m.in. konserwatysta lord Allan of Hurtwood), a nawet uczestnicy konferencji europejskiej ds. prawa i wolności (odbywającej się w listopadzie 1937 w Paryżu). Ich zabiegi pozostawały bezskuteczne. Freisler miał powiedzieć: 

Nikt nie będzie mógł nic zrobić dla Littena. Hitler czerwieniał ze złości, jak tylko słyszał jego imię.

W październiku 1933 Litten został przewieziony do więzienia w Brandenburgu, następnie w lutym 1934 do obozu w Esterwegen w Dolnej Saksonii a kilka miesięcy później do obozu w Lichtenburgu. Latem 1937 przetransportowano go do Buchenwaldu, a w październiku 1937 do obozu w Dachau. 5 lutego 1938 współwięźniowie znaleźli Littena powieszonego w toalecie. Litten popełnił samobójstwo. Został pochowany na cmentarzu Pankow III w Berlinie.

## Pamięć o Littenie

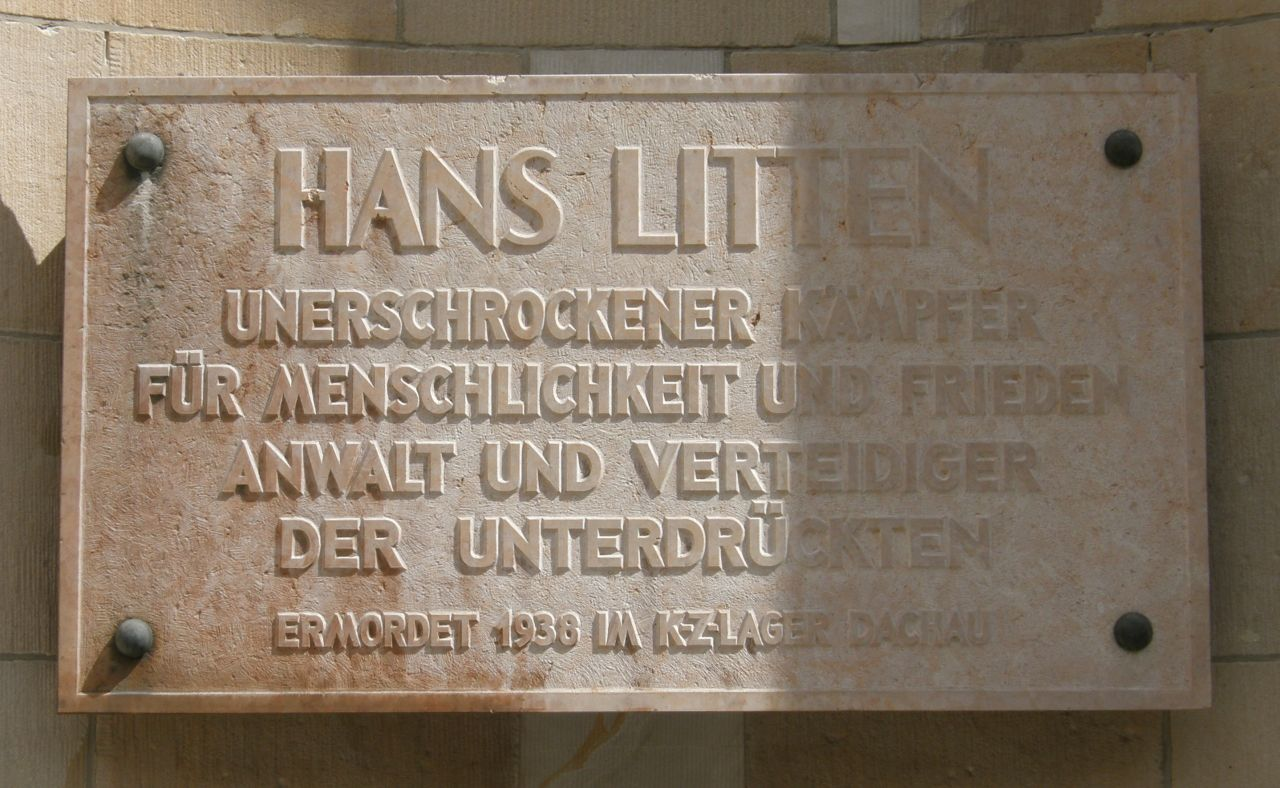
Tablica upamiętniająca Hansa Littena na gmachu sądu ziemskiego w Berlinie

10 maja 1951 na cześć Littena przemianowano nazwę ulicy Neue Friedrichstraße na Littenstraße. Przy tej ulicy znajdują się gmachy sądu Landgericht Berlin (Sądu Krajowego w Berlinie) oraz Amtsgericht Mitte (Sądu Rejonowego dla dzielnicy Berlin-Mitte). Ponadto na budynku sądu krajowego umieszczono tablicę pamiątkową, a wewnątrz sądu ustawiono popiersie Littena. Na tablicy znajduje się następujący napis: 

Nieustraszony bojownik o humanitarność i pokój. Prawnik i adwokat ciemiężonych.

Federalna Izba Prawników (niem. Bundesrechtsanwaltskammer) nazwała swoją siedzibę przy Littenstraße 9 Domem Hansa Littena (niem. Hans-Litten-Haus).
Stowarzyszenie Demokratycznych Prawników (niem. Vereinigung Demokratischer Juristinnen und Juristen, VdJ) przyznaje co dwa lata Nagrodę im. Hansa Littena za działalność na rzecz demokracji.

### Literatura dodatkowa
- Knut Bergbauer: Denkmalsfigur. Biographische Annäherung an Hans Litten 1903–1938. Getynga: Wallstein-Verlag, 2008. ISBN 3-8353-0268-X. (niem.). Brak numerów stron w książce
- Gerhard Baatz: Zum 100. Geburtstag von Hans Litten. NJW, 2003, s. 1784. (niem.).
- Gerhard Baatz: Hans Litten. BRAK-Mitteilungen, 2001, s. 11. (niem.).
- Carlheinz von Brück: Ein Mann, der Hitler in die Enge trieb. Berlin: Union-Verlag, 1975. (niem.). Brak numerów stron w książce
- Heinz Düx: Streitbare Juristen. Anwalt gegen Naziterror. Baden-Baden: Nomos-Verlag, 1988. (niem.). Brak numerów stron w książce
- Max Fürst: Gefilte Fisch – Eine Jugend in Königsberg. Monachium: Carl Hansen Verlag, 1973. (niem.). Brak numerów stron w książce
- Max Fürst: Talisman Scheherezade. Monachium: Carl Hansen Verlag, 1976. (niem.). Brak numerów stron w książce
- Justizministerium des Landes NRW (wyd.): Zwischen Recht und Unrecht – Lebensläufe deutscher Juristen. Recklinghausen: 2004. (niem.). Brak numerów stron w książce
- Irmgard Litten: Die Hölle sieht dich an. Paryż: Ed. Nouvelles Internat., 1940. (niem.). Brak numerów stron w książce
- Irmgard Litten: Eine Mutter kämpft gegen Hitler. Bonn: Dt. Anwaltverl., 2000. (niem.). Brak numerów stron w książce
- Maren Witthoeft: Hans Litten. Kritische Justiz. 1988, s. 405. (niem.).